# NGC 2725
NGC 2725 ist eine Zwerggalaxie im Sternbild Krebs auf der Ekliptik. Sie ist schätzungsweise 87 Millionen Lichtjahre von der Milchstraße entfernt und hat einen Durchmesser von etwa 15.000 Lichtjahren. 

Im selben Himmelsareal befinden sich u. a. die Galaxien NGC 2720, NGC 2728, IC 526.
Das Objekt wurde am 10. März 1864 vom deutschen Astronomen Albert Marth entdeckt.